# Social Sciences Citation Index
Il Social Sciences Citation Index (sigla SSCI) è un indice di citazione internazionalmente riconosciuto. Realizzato dalla divisione Healthcare & Science della Thomson Reuters e accessibile tramite il portale ISI Web of Knowledge, fornisce un accesso rapido alle informazioni bibliografiche tratte da importanti riviste scientifiche nell'ambito delle scienze sociali e umanistiche.

## Storia
Social Sciences Citation Index è un database multidisciplinare che contiene informazioni bibliografiche tratte da circa 2500 riviste, libri, atti di convegno o da rapporti tecnici, permettendo di ricavare rapidamente il numero di citazioni ottenute nel tempo da un articolo, o da un autore, nel campo delle scienze sociali e umanistiche. Il database è aggiornato settimanalmente dall'Institute for Scientific Information (ISI), la struttura fondata da Eugene Garfield nel 1960, acquistato nel 1992 dalla Thomson Scientific & Healthcare e quindi di proprietà della Thomson Reuters.
Lo scopo iniziale di Garfield era quello di facilitare il ritrovamento delle informazioni; ben presto Derek de Solla Price e lo stesso Garfield individuarono le potenzialità bibliometriche dei dati ottenuti e inferire come la numerosità delle citazioni permettesse la valutazione della ricerca. Gli indici di citazione sono da allora alla base dell'impact factor delle riviste scientifiche. Tuttavia nel 2004 gli economisti Daniel Klein ed Eric Chiang, dopo aver condotto una indagine statistica sul Social Sciences Citation Index, hanno individuato sia l'esistenza di un bias ideologico, a favore degli autori fautori del liberalismo economico, sia delle carenze metodologiche che incoraggiano l'eccessivo conteggio delle citazioni; Klein e Chiang concludevano che Social Sciences Citation Index era un cattivo indice della pertinenza e della qualità degli articoli.